# الأهرام الاقتصادي
الأهرام الاقتصادي هي مَجَلَّة أَعْمَالٍ أُسْبُوعِيَّة مُقَرَّهَا في القاهرة، مصر. وهي إحدى المَطْبُوعَاتِ التي تُنْتِجُهَا مؤسسة الأهرام وَلَهَا عِدَّةُ مَطْبُوعَاتٍ شَقِيقَةٍ مِنْهَا الأهرام ويكلي، السِيَاسَةُ الدُّوَلِيَّةُ، الأَهْرَامُ العَرَبِيُّ، الأهرام وَغَيْرُهَا.

## تاريخ وملف المجلة
تم تصميم الأهرام الاقتصادي على أساس مجلة الأعمال البريطانية ذي إيكونوميست وتم نشرها لأول مرة في القاهرة في أغسطس 1958. وتنشره مؤسسة الأهرام المملوكة للدولة أسبوعيا. وقد أصدرت المجلة عدة ملاحق. جمهورها المستهدف هو في المقام الأول المسؤولون الحكوميون والأكاديميون الذين يتعاملون مع التمويل والاقتصاد.

## رؤوساء التحرير
وفي منتصف السبعينات وبداية الثمانينات كان رئيس التحرير لطفي عبد العظيم. شغلت شهيرة الرافعي منصب مديرة تحرير مجلة الأهرام الاقتصادي. وفي سبتمبر 2020 تم تعيين خليفة أدهم أحمد خليل رئيساً لتحرير المجلة.
وكانت الناشطة سناء المصري تعمل بالمجلة في الثمانينيات، لكنها طُردت من عملها بسبب مشاركتها في الاحتجاجات ضد إسرائيل بالقرب من السفارة الإسرائيلية بالجيزة في مصر في أكتوبر/تشرين الأول 1985. ورغم فوزها بالقضية لاحقا، إلا أنها لم تواصل عملها في الأهرام الاقتصادي.

## المحتوى و الدائرة
ورغم أن المجلة تصدر عن مؤسسة مملوكة للدولة وتركز على الشؤون الاقتصادية، إلا أنها قد تتبنى نهجا نقديا ضد بعض السياسات وتتناول القضايا السياسية. على سبيل المثال، نشرت صحيفة الأهرام الاقتصادي عدة مقالات في عام 1975 تنتقد الاقتصاد السياسي الذي تم تنفيذه خلال فترة عبد الناصر. كما أنها تحدت سياسات حكومة السادات. بالإضافة إلى ذلك، انتقدت المجلة أنشطة المساعدات الأمريكية في أكتوبر ونوفمبر 1982 بحجة أنها كانت بمثابة نوع من الغزو الأمريكي الذي أدى إلى إنشاء حكومة ظل. كما هاجمت المجلة في نوفمبر 1982 الإعلانات الخاصة بشركات الاستثمار الإسلامية المنتشرة و الرائجة في ذلك الحقبة الزمنية (شركات توظيف الأموال ذات الطابع الإسلامي).
في عام 2013، باعت الأهرام الاقتصادي ما يقرب من 30 ألف نسخة.